# Matteo Donati
Matteo Donati (Alessandria, 28 febbraio 1995) è un allenatore di tennis ed ex tennista italiano.

## Biografia
Nel 2009 vince insieme al connazionale Stefano Napolitano il doppio dei campionati mondiali juniores del Les Petits As.
Il 7 maggio 2015 ottiene una wild card per gli Internazionali d'Italia di Roma, accedendo così per la prima volta in carriera nel tabellone principale di un torneo ATP. Al primo turno batte il colombiano Santiago Giraldo in tre set con il punteggio di 2-6 6-1 6-4, al secondo cede 6-2 6-4 con il ceco Tomáš Berdych, testa di serie n°6.
Si è ritirato nel 2023.

## Statistiche

### Singolare

#### Vittorie (6)
| Legenda                         |
| Grand Slam (0)                  |
| ATP World Tour Masters 1000 (0) |
| ATP World Tour 500 (0)          |
| ATP World Tour 250 (0)          |
| Challenger (0)                  |
| Futures (6)                     |

| No. | Data              | Torneo                                      | Superficie  | Avversario in finale   | Punteggio        |
| 1.  | 18 agosto 2013    | SL Systems Open, Kotka                      | Terra rossa | Micke Kontinen         | 7-5, 2-6, 6-1    |
| 2.  | 25 agosto 2013    | Pajulahti Tennis Tournament, Nastola        | Terra rossa | Vladimir Ivanov        | 6-1, 6-3         |
| 3.  | 13 settembre 2013 | Trofeo Carr Service, Trieste                | Terra rossa | Pietro Rondoni         | 6-1, 6-2         |
| 4.  | 5 ottobre 2013    | Torneo Accademia del Tennis Faggi, Biella   | Terra rossa | Grégoire Burquier      | 3-6, 7–6(3), 6-3 |
| 5.  | 19 aprile 2014    | Italy F10 Futures, Santa Margherita di Pula | Terra rossa | Johan Sebastien Tatlot | 6-4, 7–6(7)      |
| 6.  | 7 agosto 2022     | Austria F6 Futures, Kottingbrunn            | Terra rossa | Corentin Denolly       | 7–6(3), 6-3      |

#### Sconfitte (5)
| Legenda                         |
| Grand Slam (0)                  |
| ATP World Tour Masters 1000 (0) |
| ATP World Tour 500 (0)          |
| ATP World Tour 250 (0)          |
| Challenger (4)                  |
| Futures (1)                     |

| Numero | Data           | Torneo                                   | Superficie  | Avversario in finale    | Punteggio        |
| 1.     | 26 luglio 2014 | Denmark F1 Futures, Aarhus               | Terra rossa | Christian Lindell       | 2-6, rit.        |
| 2.     | 12 aprile 2015 | Tennis Napoli Cup, Napoli                | Terra rossa | Daniel Muñoz de la Nava | 2-6, 1-6         |
| 3.     | 12 giugno 2016 | Città di Caltanissetta, Caltanissetta    | Terra rossa | Paolo Lorenzi           | 3-6, 6-4, 6(9)–7 |
| 4.     | 3 giugno 2018  | Internazionali Città di Vicenza, Vicenza | Terra rossa | Hugo Dellien            | 4-6, 7-5, 4-6    |
| 5.     | 17 giugno 2018 | Città di Caltanissetta, Caltanissetta    | Terra rossa | Jaume Munar             | 2-6, 6(2)–7      |

### Doppio

#### Vittorie (7)
| Legenda tornei minori |
| Challenger (5)        |
| Futures (2)           |

| Numero | Data              | Torneo                                             | Superficie  | Compagno           | Avversari in finale                   | Punteggio         |
| 1.     | 21 aprile 2013    | Turkey F4 Futures                                  | Terra rossa | Andrej Golubev     | Mate Delić Josko Topic                | 7–6(6), 3-6, 10-6 |
| 2.     | 26 aprile 2014    | Città di Vercelli - Trofeo Riso Viazzo, Vercelli   | Terra rossa | Stefano Napolitano | Pierre-Hugues Herbert Albano Olivetti | 7–6(2), 6-3       |
| 3.     | 27 luglio 2014    | Denmark F1 Futures                                 | Terra rossa | Simone Vagnozzi    | Christian Lindell Robin Olin          | 6-1, 6-0          |
| 4.     | 9 gennaio 2016    | Onkaparinga Challenger, Città di Onkaparinga       | Cemento     | Andrej Golubev     | Denys Molčanov Oleksandr Nedovjesov   | 3-6, 7–6(5), 10-1 |
| 5.     | 16 aprile 2017    | Open Città della Disfida, Barletta                 | Terra rossa | Marco Cecchinato   | Marin Draganja Tomislav Draganja      | 6-3, 6-4          |
| 6.     | 24 settembre 2017 | Sibiu Open, Sibiu                                  | Terra rossa | Marco Cecchinato   | Sander Gillé Joran Vilegen            | 6-3, 6-1          |
| 7.     | 15 luglio 2018    | Internazionali di Tennis Città di Perugia, Perugia | Terra rossa | Daniele Bracciali  | Tomislav Brkić Ante Pavić             | 6–3, 3–6, 10–7    |

#### Sconfitte (3)
| Legenda tornei minori |
| Challenger (1)        |
| Futures (2)           |

| Numero | Data              | Torneo                    | Superficie  | Compagno           | Avversari in finale                | Punteggio          |
| 1.     | 6 maggio 2012     | Italy F7 Futures          | Terra rossa | Viktor Galović     | Claudio Grassi Andis Juška         | 5-7, 7–6(2), 12-14 |
| 2.     | 30 settembre 2012 | Turkey F37 Futures        | Terra rossa | Francesco Picco    | Brydan Klein Dane Propoggia        | 1-6, 2-6           |
| 3.     | 10 aprile 2016    | Tennis Napoli Cup, Napoli | Terra rossa | Stefano Napolitano | Gero Kretschmer Alexander Satschko | 1-6, 3-6           |